# Sahand
Sahand (en persa: سهند‎), es un enorme y erosionado estratovolcán en la provincia de Azerbaiyán Oriental, al noroeste de Irán. Con 3707 metros (12 162 pies), es la montaña más alta de la provincia de East Azarbaijan.
Es una de las montañas más altas del Azerbaiyán iraní, además de ser un importante volcán inactivo. Los montes Sahand están al sur de Tabriz, cuyo pico más alto es el monte Kamal, una elevación de 3707 metros (12 162 pies). En esta montañas, unos 17 picos pueden superar los 3000 metros (9843 pies) de altura. Debido a la presencia de una gran variedad de flora y fauna, los montes Sahand son muy característicos de esta región de Irán. 
La datación absoluta de las rocas del Sahand indica que este volcán ha estado esporádicamente activo desde hace 12 millones de años hasta hace casi 140.000 años. Las rocas más repetidas son la dacita y las félsicas.

## Deportes de invierno
Sahand Ski Resort es una estación de esquí que está en las estribaciones de la parte norte de la montaña, cerca de la ciudad de Tabriz. En el complejo denominada Sahand Skiing Stadium encontramos 1200 m de pistas de esquí y snowboard. La competición anual a mediados de invierno en el estadio, es un famoso acontecimiento que atrae a competidores de todos los países.